# Jen Wang
Jen Wang, née le 22 mars 1984, est une autrice de bande dessinée américaine.

## Biographie
Jen Wang est originaire de la Région de la baie de San Francisco, dans l'État de Californie, aux États-Unis. Elle réside actuellement à Los Angeles. Ses premières publications ont lieu en 2007 avec Flight. Elle est la cofondatrice et organisatrice du festival Comic Arts LA, un festival de bande dessinée à Los Angeles,.
Elle publie des bandes dessinées indépendantes autonomes (ne formant pas de séries). Sa bande dessinée la plus connue est Le Prince et la Couturière (2018), qui a obtenu le Prix Jeunesse du festival d'Angoulême en 2019.

## Publications
- 2007 : Flight, volumes 1 et 2
- 2010 : Koko Be Good
- 2014 : The White Snake (première parution sous la forme d'un webcomic)
- 2014 : IRL. Dans la vraie vie (In Real Life), d'après la nouvelle de Cory Doctorow Anda's Game[5], Akileos.
- 2018 : Le Prince et la Couturière[4] (The Prince and the Dressmaker), Akileos - Fauve Jeunesse au Festival d'Angoulême 2019[6]

## Prix et distinctions
- 2014 : Prix Cybils (en) du meilleur roman graphique pour Dans la vraie vie[7].
- 2018 : Prix Harvey du meilleur livre pour enfant ou jeune adulte pour Le Prince et la Couturière
- 2019 : 
  - Prix Eisner de la meilleure publication pour adolescents ; et du meilleur auteur complet pour Le Prince et la Couturière[8]
  -  Prix Jeunesse du festival d'Angoulême pour Le Prince et la Couturière